# Тендрівська Коса
Тендрівська Коса (Тендра, або Ахіллів біг, Ахіллів Дром, ристалище Ахілла) (наголос на перший склад !!! Тендрівська)— довгий вузький острів-коса у північній частині Чорного моря, біля берегів Херсонської області. В західній частині переходить в косу Білі Кучугури. Адміністративно належить до Скадовського району Херсонської області.
Від узбережжя відокремлена Тендрівською затокою та вузькою протокою. У давнину, разом з островом Джарилгач складали одну косу, яку греки називали Ахіллів біг.
Довжина — близько 65 км
Ширина — до 1,8 км
Площа — 1 289 га.
Населений. Місце гніздування й зимівлі птахів. На острові мешкає популяція диких коней.
Здавна острів вважається місцем тренувань епічного героя троянської війни Ахілла, котрий за однією із версій був уродженцем північного Причорномор'я.
На честь Ахілла мешканці Ольвії проводили на Тендрі Ахіллеї — спортивні ігри. Ігри включали різні гімнастичні вправи та біг по піску та відбувалися раз на декілька років, а дата їх проведення визначалася за місячним календарем.
28-29 серпня 1790 року біля острова відбулася битва між російською і турецькою ескадрами.
29 лютого 2024 року при спробі висадитись на косу загинули бійці сил спеціальних операцій.
На острові розташований Тендрівський маяк.